# 臺灣電視公司
臺灣電視公司，全名臺灣電視事業股份有限公司，簡稱台視、TTV，是臺灣第一家電視台，位於臺北市中崙，開播於1962年。成立之初以多家臺灣省營機構為主要股東，黨政軍退出媒體後以非凡電視為最大股東。

## 歷史

### 1950年代
1951年，中華民國行政院決定以民營企業制度推動臺灣的電視事業，並以美國的商業電視制度為藍本。
1957年，台灣電力公司（台電）派出考察團赴美國哥倫比亞廣播公司（CBS）引進黑白電視放映技術，在中華民國經濟部大禮堂舉辦臺灣首次電視展示。
1958年9月2日，中國中央電視台（央視）的前身「北京電視台」開播，為大中華地區第二家電視台（第一家为香港亚洲电视的前身“丽的映声”）；此舉為中国大陆現代化之象徵，影響行政院加速推動臺灣的電視事業發展。
1959年1月，中日合作策進委員會決議成立「中日電視事業研究小組」。

### 1960年代
1960年2月，中國廣播公司（中廣）奉中國國民黨中央委員會第183次常務會議指示，負責創辦臺灣的電視事業。5月20日，第三任中華民國正副總統就職大典，中廣與日本電氣（NEC）合作以10瓦發射機試播現場實況電視節目，並佈置50台街頭電視在各公共場所；這是臺灣無線電視之始。中日電視事業研究小組推請魏景蒙（中廣總經理）、劉啟光與林忠赴日本，從此開始籌畫成立台灣電視公司。
1961年2月28日，臺灣省政府委員會通過由臺灣省政府新聞處負責籌畫推動成立台灣電視公司，並先成立「臺灣電視事業籌備委員會」：籌備委員會設正副主任委員各1人，魏景蒙為主任委員，臺灣省政府新聞處處長吳紹燧為副主任委員，另設委員11人；籌備委員會下設「籌備處」，周天翔為籌備處處長，處長秉承臺灣省政府主席之命主持籌備工作。3月4日，臺灣電視事業籌備委員會舉行第一次籌備會議，決定分設經費籌措、工程、節目、業務等各設備小組，籌設資金暫定為新台幣三千萬元，臺灣省政府與臺灣省各商業銀行投資49%，民營企業投資10%至20%，邀請外商公司投資21%至41%。臺灣電視事業籌備委員會擬定了初期與國際合作發展電視事業時的五項原則：⑴外商投資不得超過49%，其餘由中華民國方面投資；⑵電視機製配廠之建立，應列入合作範圍；⑶節目政策，由中華民國方面完全自主；⑷外商公司技術之提供及人員之訓練，亦應列入合作範圍；⑸公司性質為民營。籌備委員會成立之後，即與富士電視台、東芝、日立、NEC等四家日本公司談判，共同參與臺灣電視公司的籌辦事宜。4月14日，魏景蒙與富士電視台營業部負責人峰尾靜彥簽約，富士電視台、東芝、日立與NEC共同投資日幣一億兩千萬元（當時折合新台幣一千兩百萬元），其餘資本額由中華民國方面湊足。
1962年2月，臺灣電視事業籌備委員會、富士電視台、東芝、日立與NEC簽訂合作協議書，主要內容有五項：
⑴臺視資本，中華民國方面投資60%（其中49%為臺灣省政府投資，11%為民間投資），富士電視台、東芝、日立與NEC共同投資40%；
⑵臺視董事名額，按出資比例分配；
⑶臺視向東芝、日立與NEC購買初期播映設備器材及14吋黑白電視機一萬五千台，目標是在三年內發展電視機數量至十萬台；
⑷臺視初期播映範圍限於臺灣北部，但預定在1966年以前完成臺灣中部、臺灣南部及臺灣東部的中繼站，以將播映範圍擴及臺灣本島全部；
⑸富士電視台為臺視在日本的總代理，並派兩人來臺視提供技術服務。4月17日，中華民國交通部發給臺視《交通部電視廣播無線電台架設許可證》「郵許字第4482號」。

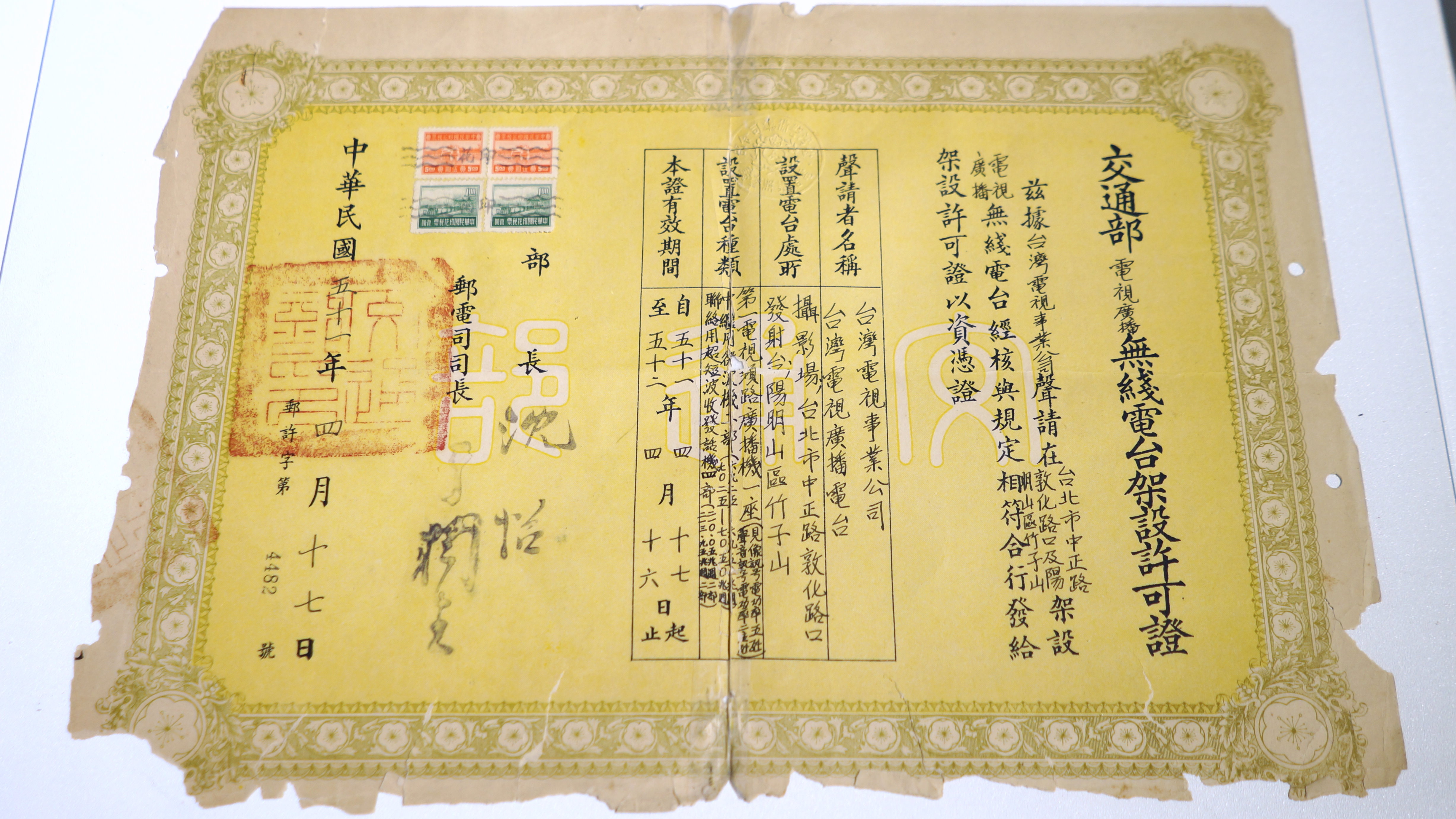
《交通部電視廣播無線電台架設許可證》「郵許字第4482號」

4月28日，臺灣電視公司正式成立，林柏壽為首任董事長，周天翔為首任總經理，資本額為新臺幣三千萬元；從此以後，臺視定每年4月28日為台慶。
4月30日，臺視第一屆董事會第一次會議決議通過臺視組織編制，在總經理之下設置「行政部」、「節目部」、「工程部」、「業務部」、「器材部」、「安全室」、「製配廠」與「駐外代表」。
8月30日，行政院會議決定以行政院新聞局為電視事業主管機關。10月3日，臺視開始試播節目七天，呼號為「BET-21」，每日試播時間為18時整至20時整；
| 播時間      | 節目名稱                                                                   |
| ----------- | -------------------------------------------------------------------------- |
| 18:00~18:30 | 國歌、節目報告、兒童教育影片《第一步》、兒童教育節目《兒童世界歌曲教學》。 |
| 18:30~18:40 | 電視影片《太空前驅》                                                       |
| 18:40~19:00 | 婦女節目《婦女俱樂部》                                                     |
| 19:00~19:15 | 新聞、氣象報告                                                             |
| 19:15~19:40 | 《西洋技術》(李少華等人演出的表演節目)                                     |
| 19:40~20:00 | 《星際航空概況》                                                           |

10月5日17時整，臺視在臺北賓館舉行酒會慶祝試播，同時在當日的試播時段中播出酒會實況。
10月10日12時整，臺視舉行開播儀式，由當時第一夫人蔣宋美齡按鈕。19點整，臺視正式開播。臺視官方期刊《電視周刊》同日創刊。臺視同時在台北市各處設置55台電視機開放民眾觀賞臺視節目，當時台北市電視機總數僅約2800台而已。在蔣宋美齡抵達台視大樓時，林柏壽、周天翔夫婦、影星游娟、童星張小燕等人在台視大樓大門迎接蔣宋美齡。
| 播時間      | 節目名稱             |
| ----------- | -------------------- |
| 18:50~19:00 | 檢驗圖               |
| 19:00~19:03 | 開播、國歌、節目報告 |
| 19:03~19:15 | 公司開幕實況         |
| 19:15~20:00 | 總統文告、國慶實況   |
| 20:00~20:15 | 新聞、氣象報告       |
| 20:15~20:30 | 卡通                 |
| 20:30~21:00 | 國語歌曲—歌星演唱    |
| 21:00~21:20 | 電視節目膠片         |
| 21:20~21:55 | 憲光康樂隊[9]演出    |
| 21:55~22:55 | 電視節目膠片         |
| 22:55~23:00 | 新聞、氣象報告       |
| 23:00~23:02 | 預告明日節目、收播   |
10月11日20:30，臺視第一次現場轉播在台北市兒童樂園體育館舉行的中華隊與紐西蘭隊籃球賽。
10月19日，臺視播出臺灣電視史上第一齣閩南語電視劇《重回懷抱》；該劇是由王明山製作，唐冀導演，林登義導播，蘇麗華主演。
11月18日，台視播出第一齣國語單元劇《浮生若夢》，演員有曹健、錢璐、常楓、焦姣、葉翔。播映第一部國外影集《勇士們》（Combat!），為黑白戰爭片。
12月17日，臺視第一屆董事會第三次常務董事會議審議通過於日本東京都成立「駐東京代表辦事處」。
1963年3月16日，臺視播出第一齣古裝電視劇《鄭成功》，由朱白水編導，曹健飾鄭成功，葛香亭飾鄭芝龍，另有魏甦、丁玫、王宇、李虹等人演出。4月28日23時至24時，臺視播出1963年臺灣省議員選舉特別節目《省議員選情特報》，是台視開播以來首次延長播映時間。10月10日，臺視首次實況轉播中華民國國慶閱兵大典，全長約兩小時。
1965年10月10日，臺視完成中南部聯播網。
1969年9月7日，臺視發射全臺灣第一個彩色電視節目訊號，並自該日起每日不定時試播彩色電視節目，試播期間播映彩色影片《洋場私探》、《超空人》與部分彩色卡通；9月25日，臺視宣布彩色電視節目試播成功。10月4日，為了加強歌仔戲的演出，「臺灣電視公司歌仔戲劇團」宣告成立，楊麗花擔任團長，張國周擔任顧問。10月16日，臺視完成啟用花蓮轉播站。11月19日，臺視首次使用人造衛星，以彩色節目訊號轉播阿波羅12號太空人登陸月球實況。

### 1970年代

#### 1970年
- 3月14日，臺視9時開播，9時至10時播出1970年日本萬國博覽會特別節目《萬國博覽會觀光》，10時利用通訊衛星轉播1970年日本萬國博覽會開幕典禮實況，人在大阪府的臺視新聞部採訪組組長羅大任以國際電話遙控指揮廣告播出時間，11時播出富士電視台製作的影片《世界特技》。連同台視當天播出之其他節目在內，臺視當天總播出時間達到十五小時，是當時最高紀錄。[10]
- 4月12日13時18分，臺視以52小時前運達的2台飛利浦PC-80彩色攝影機正式播出臺灣第一個彩色現場節目《群星會》。[10]
- 7月5日，《台視國語電視小說》開播，第一部電視小說是依徐訏原作小說改編的《風蕭蕭》，由朱白水與魯稚子共同製作，定每日晚間播出30分鐘，以一個月內播完為原則。[11]
- 12月1日，臺視每日5時55分至7時30分播出音樂報時節目，並在每日中午及晚間疊映報時；方式是以臺視新啟用的晶體電子鐘直接接收日本報時無線電台的報時訊號，根據格林威治時間，利用其脈衝訊號，每分鐘在螢幕右下方顯示正確時間。同日晚間，為了慶祝中華民國開國60週年，台視第一部彩色國語電視小說《開國前後》開播。[12]

#### 1971年
- 臺視完成臺東轉播站。至此，台視完成臺灣全島電視廣播網絡。
- 1月12日19時33分，臺視開播台灣第一部彩色閩南語連續劇《風雨夜歸人》，內容是發生在台灣一個漁村的感人故事。[12]
- 4月19日16時45分，臺視開播第一部國語配音彩色影集《妙叔叔》。[12]
- 5月27日，臺視與國產汽車（CAC）的工程師合力設計的臺灣第一部自行裝配的彩色電視錄影轉播車，經台灣省公路局台北區監理所檢驗合格，正式加入電視錄影工作；該車採用日野汽車的底盤（型號不明）與Ampex VR-1200B彩色錄影機，車後拖一輛15千瓦發電機，全部成本約合新台幣760萬元。[12]
- 8月5日，台視訓練中心公開招生，位於台視西翼大樓，主任為台視顧問姚善輝，下設編劇班、歌唱班、演員班、舞蹈班、高級電視工程班。高級電視工程班訓練期為一年，其餘四班訓練期為三個月。編劇班由朱白水擔任班主任，歌唱班由《群星會》音樂指導關華石擔任班主任，演員班由台視節目部副經理廖祥雄擔任班主任，舞蹈班由舞蹈家何霄麟擔任班主任，高級電視工程班由台視製配廠副廠長黎昌誠擔任班主任。
- 9月30日，台視訓練中心開訓。[13]

#### 1972年
- 臺視歷任總經理周天翔、劉侃如、石永貴、王家驊、莊正彥均擔任中華民國橄欖球協會理事長，直到台灣企業家蔡辰威當選該會第七屆理事長。[14]
- 2月15日（大年初一）至2月17日（大年初三），臺視一連三天完全播映彩色節目，總計35小時又30分，是當時最高紀錄。[15]
- 7月24日，遠東區少棒錦標賽在關島舉行，臺視為了達成彩色實況衛星轉播的工作，特地出動彩色電視錄影轉播車，並洽請美軍駐台協防司令部特准調派C-141運輸機，將全體工程轉播技術及採訪人員等全部裝備，由台北松山機場運至關島，轉播遠東區少棒錦標賽全部賽事。
- 8月19日，美國洛杉磯第40頻道電視台（KLXA）開始播出台視國語電視節目，是臺灣電視節目首次外銷。[15]
- 10月，香港麗的映聲決定與臺視合作，臺視自本年11月份起每月派遣臺視基本歌星3至5人在麗的映聲節目中獻唱：11月份派遣歌星為秦蜜、劉明穎、張鷗陵與胡亞麗，12月份派遣歌星為夏台鳳、鄒森、王波琴、李藍與丁琪[16]。
- 臺視年度總計虧損新台幣600餘萬元。

#### 1973年
- 11月19日10時，「臺視演藝人員服務中心」舉行成立大會，會中修正通過「服務中心組織章程」、「服務細則」及「互助委員會組織章程」，並選舉互助委員。[17]

#### 1974年
- 7月26日，臺視買進Ampex HS-100B/200變速錄影機，可用於慢速重播體育節目的精彩片段；當時Ampex表示，這台是同型機第一台賣到遠東地區者。[18]
- 年底，因台視本身房舍不夠應用，台視訓練中心暫停營運。台視訓練中心營運三年多，受訓學生5586人，其中近兩成被台視留用，但大部分在編制之外[19]。

#### 1976年
- 11月5日，臺視率先啟用全電子彩色檢驗圖。[18]

#### 1978年
- 6月1日，電視周刊社獨立為台視文化公司。

### 1980年代

#### 1980年
- 9月25日，老三台共同投資於美國西岸舊金山設立「國際視聽傳播公司」（The International Audio-Visual Communications Inc.），簡稱「IAVC」，為三台節目美洲總代理，首任總經理由中視副總經理林翔熊兼任[20]。

#### 1981年
- 5月16日，臺視轉播第16屆金鐘獎頒獎典禮，首次使用視訊數位特效機（Digital Video Effect，簡稱DVE）。[21]

#### 1982年
- 10月10日，臺視播出中華民國71年國慶暨臺視開播20週年特別節目《雙十雙十》，製作人陳君天，主持人侯麗芳，連續用了52個小時錄影，創下臺視節目占用攝影棚時間最長紀錄。

#### 1983年
- 2月5日，隨著臺視公共服務節目《為善長樂》的開播，臺視設立「為善專戶」，藉由採訪報導，集合善心人士關注與愛心，經常性的辦理社會關懷工作。

#### 1984年
- 1月22日，臺視益智猜謎節目《歡樂大戰》錄製第三集時，製作單位一次發出新台幣35萬元獎金，創下電視節目給獎的最高金額。
- 2月10日，臺視投資設立關係企業「台視美國公司」，但已經於1989年裁撤。
- 3月5日，臺視成立「觀眾服務專線」，由公共關係組負責，電話號碼是「(02)781-2625」[22]，服務時間為每日9時至22時。[23]
- 12月29日，臺視八點檔連續劇《人之初》因第1至2集播出時使用的錄影帶（簡稱「播出帶」）與送至行政院新聞局廣播電視事業處（廣電處）審查的錄影帶（簡稱「送審帶」）不符，被廣電處依據《廣播電視法》第43條處10萬元罰鍰，成為臺灣第一個被處罰鍰的戲劇節目。

#### 1985年
- 1月22日，臺視啟用台灣第一部自主設計安裝的轉播車，是臺視工程師設計的轉播車，首先運用於赴南投縣埔鎮惠蓀農場與日月潭錄製綜藝節目《快樂城》。[24]

#### 1986年
- 6月26日，臺視與聯大資訊簽約，訂購Altos 886與Altos 686電腦主機及其周邊設備，供電腦字幕系統使用。
- 8月1日，Altos 886與Altos 686安裝及測試作業完成。
- 8月2日，於當晚20:00直播在荷蘭舉行的第29屆世界盃棒球賽中華隊對古巴隊之戰及閉幕式，為此將影集《天龍特攻隊》和《百戰天龍》提前到下午播出。該場比賽收視率遠超過同時段中視《黃金拍檔》。賽後，主播傅達仁也報導了中華民國棒球協會理事長嚴孝章當天在奧地利薩爾斯堡去世的消息。
- 8月24日，台視賣出閩南語連續劇《阿匹婆嫁女兒》馬來西亞公開播映權，成為台灣第一部在海外播出的閩南語電視劇。
- 9月1日，臺視啟用電腦字幕系統，首先運用電腦字幕的節目是卡通《小頑童》。[25]

#### 1987年
- 3月1日，臺視全面實施電腦字幕。[26]
- 10月11日9時30分至11時30分，臺視在臺灣銀行總行大廈架設六部電視攝影機，首度實況轉播愛國獎券第1166期開獎過程，由傅影擔任主持人，中途不插播廣告。
- 10月20日，富士產經集團負責人鹿内春雄（日语：鹿内春雄）將其請日本著名銅雕家六崎敏光製作的銅雕《指向》送給台視，祝賀臺視開播25週年。[27]

#### 1988年
- 6月22日，臺視演藝中心在台視贊助下成立「臺視華夏劇團」，以「推展話劇運動，提升戲劇水準，增加演藝人員演出機會」為宗旨，團址設於台視演藝中心內，曹健擔任團長，守義擔任總幹事，雷鳴、崔福生、張方霞、吳桓、田文仲擔任團務委員，台視基本演員皆為該團基本演員。[28]
- 7月22日，為了錄製楊麗花歌仔戲團在金門勞軍活動，臺視委託中華民國海軍運輸艦載運小轉播車至金門作業，是臺灣電視史上首次轉播車在金門作業。[29]
- 9月1日，臺視產業工會正式成立，並舉行第一次會員代表大會，選出第一屆理事與監事。[30]

#### 1989年
- 1月1日上午，臺視開播台灣第一個客家語節目《鄉親鄉情》，陳裕美主持。[31]
- 3月，臺視引進使用FIT型電荷耦合元件（CCD）的東芝CCD攝影機「SC-821」3台，是台視攝影棚內首度啟用CCD攝影機。[32][33]
- 5月31日，臺視自行設計且在臺灣打造的第二部轉播車於同月2日出廠裝機後於該日完工，長10.08公尺，寬2.45公尺，高3.50公尺，總重量約12.5公噸[34]；車內配備池上通信機的HK-323全自動調整式攝影機及HK-323P攜帶式攝影機、Studer 962混音器、2部微波設備、2部½吋Sony BVW-75錄放影機、Ampex Vista-18視訊切換器與Ampex影像特效機，並自備1台20千瓦防音型柴油發電機。

### 1990年代
1990年1月27日（大年初一）上午，臺視播出大膽島春節勞軍特別節目《新年快樂在前哨》，臺視節目部製作，架設3500公斤的錄影與音響設備，烈嶼師樂隊伴奏，主持人之一方季惟與大膽島官兵一起生活並夜宿碉堡，是大膽島建軍40年來之創舉。
2月7日，臺視成立觀眾服務熱線「(02)578-1515」，為觀眾解答疑問，給觀眾抒發意見。4月28日10時，臺視正式啟用企業識別系統，並同時推出第一代吉祥物「臺視寶寶」。5月18日，臺視明令，一級主管（副理職銜以上）人員往後不得擔任節目主持人，但節目部經理盛竹如為台視節目作預告性的介紹不在此限。

1991年1月，臺視啟用東芝製造的電視節目自動播出設備（Automatic Program Control System，簡稱APC）播出每日節目；本套APC於1990年10月5日運抵臺視，1990年10月8日開始安裝，1990年11月30日安裝完成並開始試驗其與手動播出設備之並行運轉。5月21日，臺視播出長片《虎！虎！虎！》，將公共電視節目排擠到22日凌晨0時10分才播出；同月25日，臺視因此遭行政院新聞局重罰《廣播電視法》最高罰鍰金額60萬銀元。

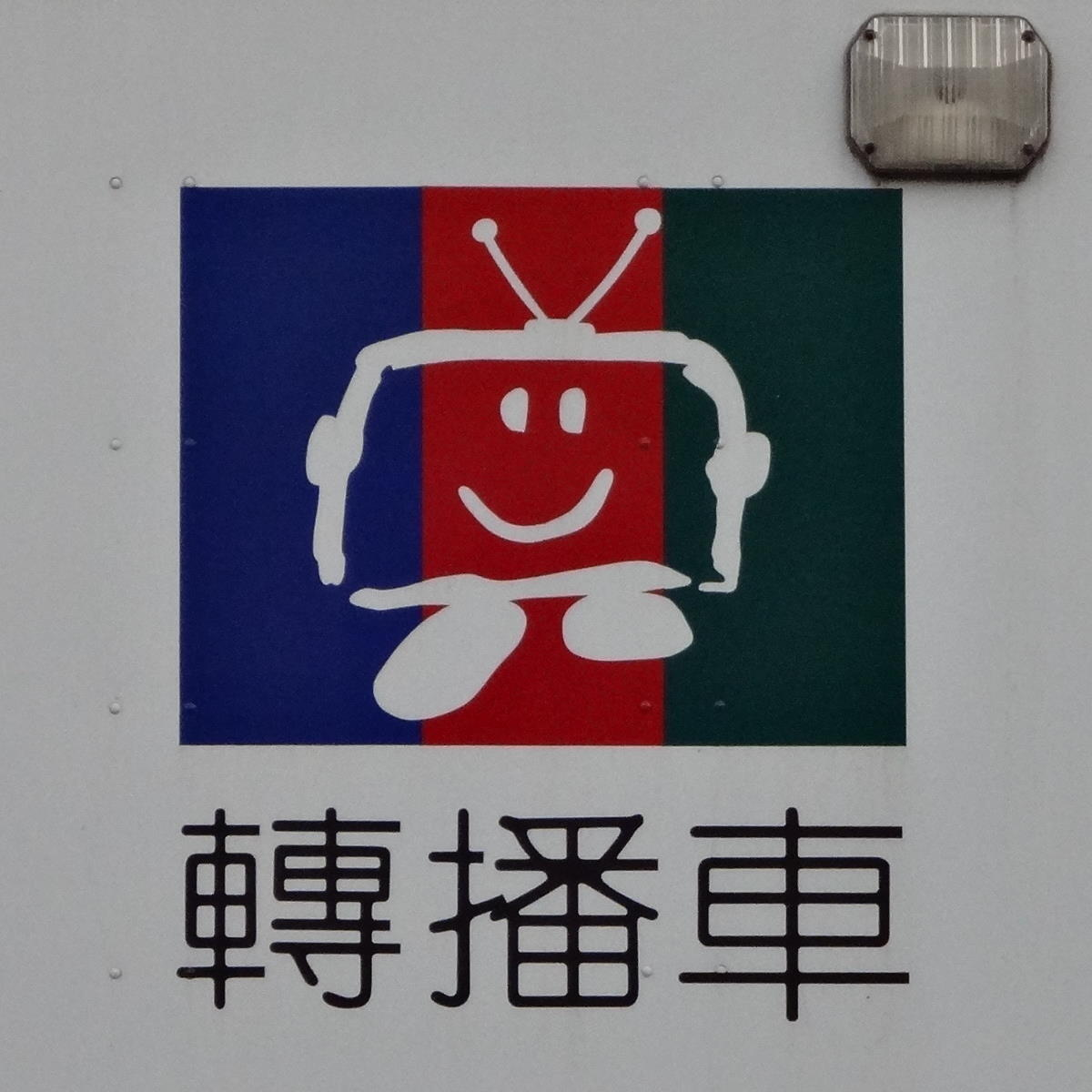
第一代臺視寶寶

1992年1月1日，臺視、中視、華視立體多聲道電視廣播系統正式開播，此系統採用增你智開發的Zenith-dbx電視立體聲與雙語音系統頻譜。
1994年1月10日，臺視首度在黃金時段播出楊麗花歌仔戲《洛神》。
1996年10月16日，臺視總經理莊正彥以本年9月29日臺視電訊中斷23分鐘為由辭職；次日，李聖文接任臺視總經理，是老三台第一位內部升遷的總經理。台視臨時董事會決定在有線電視領域開闢第二頻道，交由新聞部負責執行籌劃第二頻道，第二頻道定名為「台視衛星冠軍頻道」（CTTV），已於1997年5月16日停播。
1998年3月25日，臺視全球資訊網正式上網運作。7月1日，臺視正式啟用觀眾免費服務專線080-011-515。7月13日，財政部證券暨期貨管理委員會（現金融監督管理委員會證券期貨局）核准臺視股票公開發行。
10月6日，配合行政院新聞局推動電視節目分級制度，臺視從該日起依各節目內容在螢幕上疊印電視節目分級標誌。12月7日，依據中華民國電視學會的決議，交通部指配CH-31與CH-32給台視各發射站用於無線數位電視頻道。
1999年實施精省後，臺灣省政府所屬行庫所持有的臺視股權轉移至中央政府部門。1月1日，電視節目分級制度正式施行；行政院新聞局要求各電視台必須在螢幕上疊印電視節目分級標誌，每次時間至少10秒。
11月30日，臺視節目製作系統通過ISO 9002國際品質驗證。12月27日，臺視參與投資「傳譯網科技公司」。

### 2000年代
2000年政黨輪替後，政府持有臺視等無線電視台股權的議題開始成為焦點3月10日，臺視參與發起設立「台灣固網股份有限公司」。3月27日，臺視參與投資「麥可強森多媒體科技公司」。8月19日，賴國洲就任台視董事長，胡元輝就任臺視總經理，兩人簽署台視新聞部發起的《新聞自由公約》。11月15日，臺視確立「多頻道、多媒體、多通路」資訊集團之策略目標。
2001年1月1日，臺視推出第二代台視寶寶共四隻，合稱「Lucky Four」，取代第一代台視寶寶。Lucky Four各自的名字是：“LuLu”（嚕嚕）、“U-U-”（優優）、“ChaCha”（恰恰）、“KiKi”（奇奇）。
同年，台視與日本富士電視台簽下航海王的轉播權並成為台灣區總代理，於每周日晚間18:27~18:57播出。
2002年臺視董事會通過胡元輝請辭總經理（轉任中央通訊社社長），行政院公平交易委員會主任委員鄭優接任總經理。4月26日，臺視與行政院研究發展考核委員會依據雙方簽訂的《政府出版品整合型國家書坊委託經營案》合約，合作在台視大樓地下一樓成立首家實體及網路複合之書店「國家書坊台視總店」。該合約已經在2008年3月20日到期，國家書坊台視總店亦停止營運，搬遷至「國家書店松江門市」（臺北市中山區松江路209號1樓）。
2003年6月，臺視開始研究多媒體家庭服務平台（Multimedia Home Platform；MHP）；同年，臺視與中華電信簽訂合作協議，設計以GPRS作為MHP互動資料回傳的途徑。2005年6月，臺視以數位第一單頻網的部分頻寬測試MHP，其MHP品牌為「TTVin」，提供新聞、氣象等六大類資訊的互動查詢服務。8月28日，臺視成立哈客傳播事業有限公司，推展客家電視台廣告招攬事務。
2004年4月28日，臺視42週年台慶，「臺灣電視博覽館」開館。5月15日，臺視的自動播控系統由類比自動播控系統轉換成數位多頻道自動播控系統。6月1日，台視宣告啟動旗下三個無線數位電視頻道，成立「台視財經台專案中心」與「台視家庭台專案中心」，7月1日，臺視於九大發射主站正式以CH-32單頻網播出三個SDTV節目。7月27日，臺視推出台灣第一個行動影音節目品牌「Moekai」（日語「再來一次」之意），主要提供適合以行動影音產品收視的3至5分鐘簡短影音片段。2004年9月1日，台視財經台開播，與台視家庭台併頻。
2005年8月16日，臺視完成並啟用臺灣第一座全數位環境的影音後製中心（Post Production Center，簡稱PPC）。10月25日全新頻道「台視國際台」開播，服務對象為海外華人，播放台灣即時新聞、綜藝、戲劇等節目。12月25日，臺視因應《無線電視事業公股處理條例》，董事長賴國洲、董事兼總經理鄭優、全體代表公股的董事及監察人集體請辭。
2006年1月18日，《無線電視事業公股處理條例》正式公告實施，臺視依此開始進行民營化工作。臺視的數位影像頭端壓縮設備從Harmonic MV-50更換為Harmonic MV-100，壓縮率提升約20%，剩餘頻寬的小部分作為行動數位廣播頻道「臺視數位行動廣播網」（TTV Mobile Radio）試播之用。4月28日，台視宣布2006年為「台視民營化元年」。台視數位行動廣播網開播。
2007年，政府以及日立等日本企業持有的臺視股權陸續釋出；同年9月6日，臺視在興櫃市場上市，正式完成民營化。日立持有的台視股權賣給非凡電視台。12月2日，台視與非凡電視台首次合作，《台視晚間新聞》假日主播劉麗惠與非凡新聞台《非凡9點錢線新聞》主播胡睿涵共同專訪民進黨2008年總統大選參選人謝長廷。12月31日凌晨，台視健康娛樂台（台視綜合台前身）開播，補上台視國際台台灣版停播後的位置，取代台視家庭台的地位。
2008年6月30日，台視台呼正式改為「台灣第一台，台灣電視台」。7月3日，台視董事會決議小幅變動台視企業識別標誌的視覺標誌及標準字體，以表現「追求公司業績與同仁工作績效之不斷地突破與向上提升」的新形象。7月19日上午起，台視播出新版企業識別標誌，將原本直角在左上角的直角三角形變更為尖端向上的紅色三角形。10月30日，台視新電話總機與客服專線問候內容之改版錄製及相關訊息宣傳之作業啟動。11月18日，台視啟用新電話總機號碼（+886 2 2775-8888）與新客服專線（0800-058-886），停止使用舊總機號碼（+886 2 2578-1515）與舊客服專線（0800-011-515）。
2009年7月22日，台視「為善專戶」停戶，不再接受各界捐款。 同時台視與非凡首次取得第44屆金鐘獎製播權。

### 2010年代
自2010年起，台視多次取得金曲獎與金馬獎的製播權（第24屆金曲獎除外）。並在台北小巨蛋製播除夕特別節目《超級巨星紅白藝能大賞》2010年10月1日，「台視健康娛樂台」改名為台視綜合台
2012年4月27日台視公司舉行台視開台50週年台慶茶會，並首度正式取得美國奧斯卡頒獎典禮台灣地區獨家海外轉播權。7月起台灣類比訊號關閉，全數位訊號播出，台灣電視正式進入數位無線電視新紀元。7月21日，為和其他無線電視台以高畫質共同轉播2012倫敦奧運，台視HD台開播，正式進入時代。
2013年1月29日，台視成立松大娛樂經紀股份有限公司。同時「TTV iSHOPPING」網路購物平台網站正式成立上線。
2014年台視首次取得在台北小巨蛋舉辦的KKBOX數位音樂風雲榜製播權，12月29日，臺灣電視台升級HD頻道。原台視HD台停播；台視新聞台試播3天。
2015年1月1日，台視新聞台開播
2016年11月28日停播海外版台視國際台
2017年台視連續第6年，正式取得美國奧斯卡頒獎典禮台灣地區獨家海外轉播權，與中國大陸央視電影頻道與香港明珠台為共同海外轉播單位之一。
2018年1月20日，台視在高雄巨蛋現場製播第十三屆KKBOX數位音樂風雲榜。同年與非凡首次取得第20屆台北電影獎製播權，由陳竹昇與蔡燦得擔任頒獎典禮主持人。
2019年，台視開播成立57周年台慶，台視取得第61屆葛萊美獎和維也納新年音樂會台灣地區獨家海外轉播權。

### 2020年代
2020年10月12日，台視財經台與台視綜合台於無線電視升級為高畫質播出。

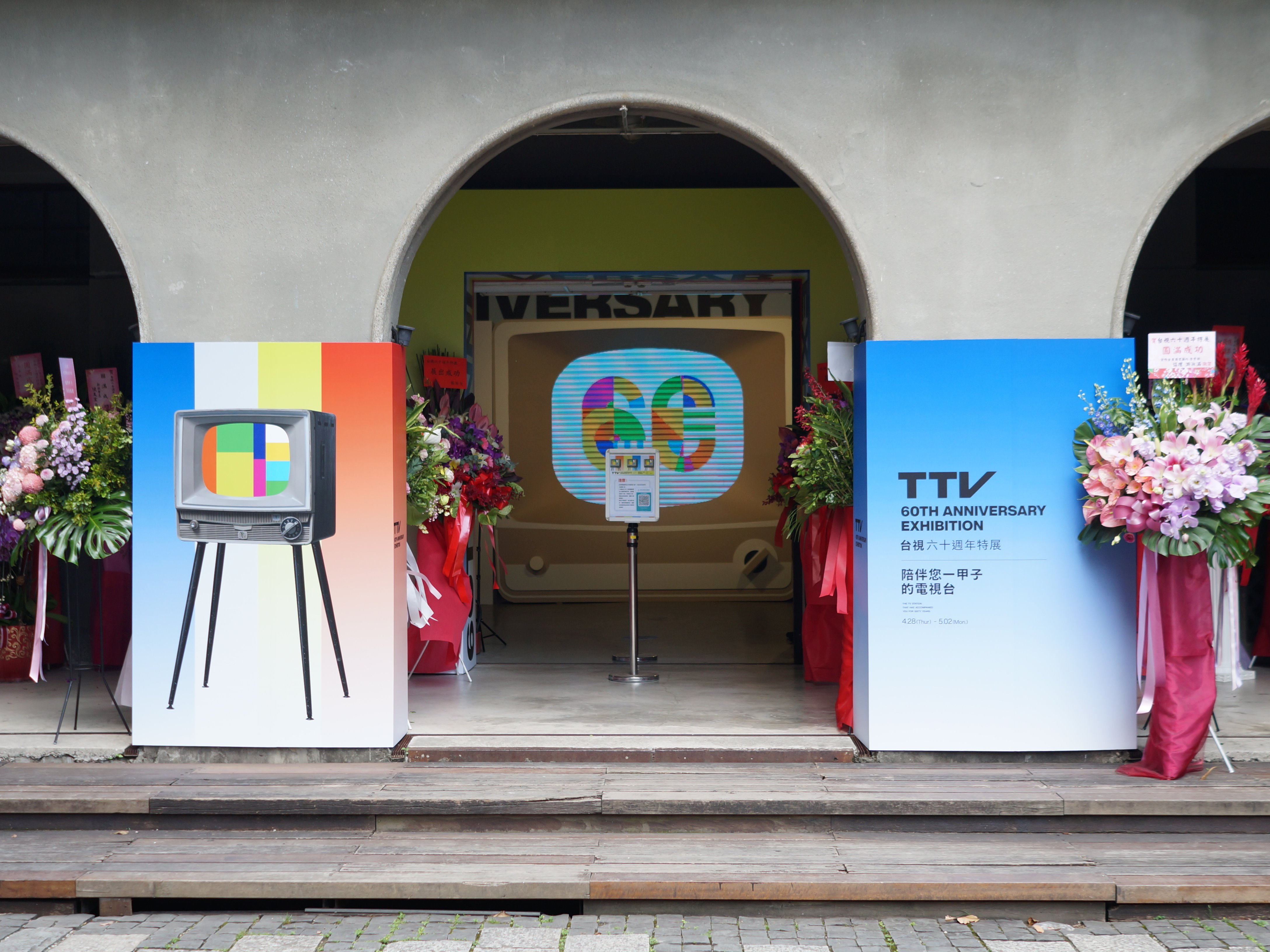
台視六十週年特展，松山文創園區一號倉庫大門

2022年4月28日至5月2日，慶祝台視60週年台慶，台視租用松山文創園區一號倉庫舉辦「台視六十週年特展」，免費入場，但開幕記者會與座談會因2019冠狀病毒病臺灣疫情本土疫情升溫而全部取消。
臺灣電視公司製播之「2023超級巨星紅白藝能大賞」除夕特別節目於2023年1月30日公布收視率，全體平均收視3.45，相當於總收視人口擁有336萬4千人，取得2023年春節除夕節目中的全國收視率冠軍，也是該節目製播14年來首次獲得除夕節目收視冠軍。

## 重大事件
註：有關台視新聞的重大事件，請參閱「台視新聞」條目。
- 1973年10月31日，台視發生「西涼兵事件」：台視副控室負責上字幕的技術指導（TD）在設定顯示祝賀當時中華民國總統蔣中正87歲大壽的字幕之後，誤把下一個節目《楊麗花歌仔戲》第一句台詞的字幕「大哥，不好了，西涼兵來了」設定顯示出去；大批憲兵與員警進入台視副控室，將該位TD帶去台灣警備總司令部。[54]

- 1974年11月24日，台視播出中國國民黨建黨80周年特別節目，其中竟然使用了歌頌當時中國共產黨中央委員會主席毛澤東的歌曲《東方紅》。臺灣警備總司令部調查發現，是台視一名音效師從一張進口的背景音樂唱片中發現的；由於它是禁歌，台視從上到下都沒聽過，因此最終“蒙混過關”。事後，為了防止類似事件，有關部門組織了培訓班，播放《義勇軍進行曲》等一系列被禁的中國大陸歌曲，供各機關、媒體辨識。[55]

- 1984年3月10日20時08分，台視西翼大樓第四攝影棚在拍攝連續劇《鐵血楊家將》的爆破特效時，爆破場面處理失當引起火災，濃煙瀰漫至正在錄播現場直播綜藝節目《大家樂》的第五攝影棚；同日21時05分，火勢被撲滅。[23]

- 1990年8月27日，由於當時台視以興建「台視影城」[56][57]為由，三年內在桃園縣龜山鄉（今桃園市龜山區）連續購買兩塊無法使用的廢地，耗資新台幣十二億餘元，傳言有人經手此事而賺取暴利；臺灣省議會以「臺灣省政府為台視最大股東」為由，決定追究此事。1990年9月1日，台視成立「台視影城工程處」，以任務編組方式指派業務相關人士兼任台視影城規劃作業，台視影城預定用途為錄製節目、拍攝外景、開放民眾參觀。[58]1991年7月15日，桃園縣政府表示歡迎台視影城開發計畫，雙方考慮合作開展臺視影城開發計畫以活絡當地觀光。[59]1993年7月13日上午，台視在主管晨報會議後繼續召開專案會議，台視影城工程處主任謝其淼向台視董事長陳重光等人簡報台視影城開發計畫後，經討論後決定暫停台視影城開發計畫。[60]

- 1993年12月18日，台視綜藝節目《彩虹假期》在劍湖山世界錄影，主持人高凌風、賀一航雙雙辭職而皆未到場，只有來賓柯受良獨自在舞臺上唱歌，形成罕見的無主持人錄影的場景；高凌風說，請辭原因主要是不滿製作單位欠缺溝通誠意且經常臨時通知更改錄影表，也覺得自己不適合目前該節目以歌手電視專輯為主的節目型態；賀一航說，製作單位不懂得發揮主持人特長，主持人地位與旁白毫無差異，而製作單位甚至要求主持人不時讚美來賓「熱心公益」卻說不出熱心哪些公益，讓主持人地位像一個捧場的「大鬧鐘」一樣。[61]

- 1994年7月22日中午，台視旅遊節目《八千里路雲和月》製作人兼主持人淩峰聽說台視將停掉該節目，去和台視節目部經理顧安生理論，並在一怒之下當場掀桌子，玻璃碎了一地；隨後，台視委由律師提出聲明，要求淩峰登報公開道歉，否則將針對其「毀損公物」及「恐嚇」等兩項行為尋求法律途徑解決；淩峰表示，他是在推動「電視新文化運動」，反對電視台永遠以收視率來衡量一切。同年7月28日，為台視演了30幾年戲的梅芳、林義雄、郝曼麗等台視基本演員抗議台視決定自該年9月起和他們解約。同年8月16日，台視及其基本演員達成共識，台視答應將基本演員「退休薪資基數」提高為新台幣三萬元，過半數演員已簽字同意解約。

- 1994年8月27日，楊麗花正式宣佈結束與台視的合作關係。她表示，與台視合作30年來，從無二心；但台視發函說往後要收回著作權，「我是個創作者，一向最重視版權」，與台視就著作權問題溝通無效，所以決定脫離台視。

- 1995年5月19日，澄社、台灣教授協會、傳播學生鬥陣、401教改聯盟等台灣9個社會運動團體合組的「黨政軍退出三台運動聯盟」[62]在台視廣場圍牆外抗議，要求全面改造媒體與全面開放電視頻道。[63]

- 1997年1月23日深夜，藝人秦偉在台視星期日晚間綜藝節目《飛越星期天》錄影時燒傷，休養一年[64]。行政院新聞局廣播電視事業處副處長陳碧鐘等前往醫院探視秦偉，並要求台視查明責任。1月25日，台視董事長簡明景下令懲處台內所有失職人員，《飛越星期天》導播曲威也自請處分。1月30日，台視節目部經理黃以功允諾將採行中華民國演藝工會的建議，為工作人員投保意外保險。

- 1997年5月2日下午，台視唯一的有線電視頻道「台視衛星冠軍頻道」（CTTV）開播。1997年5月16日00:00，台視衛星冠軍頻道停播並結束全部工作。

- 2007年3月20日，中華民國財政部撤除台視董事長賴國洲的土地銀行公股代表一職，並建議行政院新聞局調整賴國洲的職務；理由是賴國洲持有台視股權，卻有意參與台視釋股案，沒做到利益迴避。賴國洲向財政部公股小組解釋，他成立的投資公司雖然向台視日資股東買下4.8%台視股權，但並未參與台視公股標售領標，也未與其他投標者合作。

- 2007年3月25日，富士電視台秘書處調查役長谷川澄男公開指稱，新聞局長鄭文燦在該年1月17日與台視日資股東餐敘時，期望富士電視台把其台視股權轉讓給《自由時報》；他也指稱，當時在場者還有經濟部部長陳瑞隆、《自由時報》發行人吳阿明、《自由時報》社長林鴻邦、《自由時報》副總編輯鄒景雯；他諷刺，這場餐宴若發生在美國或日本，早已構成政界醜聞。3月26日，立法院財政委員會決議暫緩台視公股釋股案，並通過成立「官股釋出調閱小組」以進行調查；同日，台灣團結聯盟（台聯）立法院黨團公開批評鄭文燦「牽猴仔」（閩南語「當掮客」之意），並質疑民進黨執政的陳水扁政府「又想回到以前白色恐怖時代，不聽你的就不行」，並要求鄭文燦與陳瑞隆「若不公開道歉，就下臺負責」；中國國民黨立法院黨團也公開批評陳水扁政府「公然介入、幫助特定媒體搶攻新聞版圖」與違反「黨政軍退出媒體」的承諾，並要求國家通訊傳播委員會（NCC）調查「《自由時報》是否已成為民進黨的黨報」。4月1日，媒體改造學社（媒改社）發表聲明稿批評，陳水扁政府毫不避諱介入台視釋股案，新聞局扶植友好力量進駐台視，媒體集團競相角逐台視，違反「黨政軍退出媒體」、「廣電媒體民主化」的原則[65]。

- 2007年10月，非凡電視台接手台視公股，以新資方身份結算台視員工年資，並資遣離退台視員工145人；被資遣離退者中，新聞部員工佔三成。[66]

- 2010年12月8日晚間，台視中央大樓8樓發生火災，火勢在10分鐘被撲滅。[67]

## 股權變動
臺視展開釋股之前，臺視股東之中，富士電視台、NEC、東芝、日立等四家日本企業所佔股權比例各為4.9％，在臺視開播期間協助臺視硬體器材與節目製作之設置作業，是重要的創始股東之一。精省前，臺灣省政府藉由臺灣銀行等省屬公營行庫間接持有臺視多數之股份，精省後則轉由中央政府部門間接持股。而在「黨政軍退出媒體」政策公布之前，臺視股東之中，官股佔47.41％（133,025,006股）、國民黨20％、日資19.6％、士林電機及臺視員工持股等一般民股約20％。
配合「黨政軍退出媒體」政策，國民黨透過華夏投資公司持有之20％股權於2005年脫手轉賣。2006年3月11日，行政院副院長蔡英文主持「行政院處理無線電視事業公股股權轉讓審議小組」第一次會議，決定公股釋出原則是「全民釋股」、「公開標售」。根據該小組規劃的方案，臺視公股將分兩階段全數釋出：第一階段採公開招標，約25.77%；第二階段由全民申購，大概約21.62%。相關議案必須經過立法院准駁。（實際釋股過程分為四階段，詳見下文。）2006年9月18日，財政部官員透露，《臺灣電視事業股份有限公司公股股權釋出計畫》（臺視釋股案）已由行政院核定，將由合作金庫銀行再找第二家估價機關（第一家估價機關是普華財顧），當時預計最快2006年11月初標售。
2006年11月30日，國家通訊傳播委員會（NCC）決議：根據《廣播電視法》第五條第三項規定，要求臺視限期調整日資問題；臺視於收到公文之後的半年內，日籍股東必須全部退出。2007年2月14日，行政院新聞局發布臺視公股公開標售公告，自該日起至2007年3月14日17時止，開放投標人領標，每股底價為新台幣13.5元；參加投標者，須出具新臺幣十億元財力證明。《蘋果日報》2007年2月15日報導，這波釋股分別以合作金庫銀行、臺灣銀行、臺灣土地銀行、三商銀等臺視大股東手中的股權為主，且限制外資、黨、政、軍不得直接或間接參加投標。當時《自由時報》跨媒體籌備處經理藍祖蔚接受《蘋果日報》訪問時，說：「報社正進行評估，希望夠資格成為參與者。」《自由時報》最後未領標，但《自由時報》與另一個領標者鴻邦建設同屬聯邦企業集團。
2007年4月4日，臺聯籍立法委員羅志明向《蘋果日報》證實，擁有10.54%臺視股份的吳東昇已在兩周前把自己的持股賣給鴻邦建設。2007年4月9日，行政院公股釋股審議小組第三度開會審查；參與審查者包括旺旺集團、年代網際、大豐有線電視、鴻邦建設、非凡國際科技（非凡電視），全都通過審查，取得4月11日10時到11時參與「價格標」（出錢最多者得標）投標的資格。
2007年4月10日，大豐有線電視因遭指控其三張股票有外資介入（中國大陸一張，新加坡兩張），宣佈退出臺視競標。2007年4月11日11時，臺視公股「價格標」正式開標，四個投標者的每股新臺幣標價如下：非凡國際科技24.1元，年代網際23.02元，鴻邦建設22.68元，旺旺集團22.31元。非凡國際科技以新臺幣17億4262萬元標得台視72,308,263股，占臺視已發行股份總數25.77%。2007年5月，開始第二階段釋股流程：臺灣銀行、土地銀行所持有的21.62%臺視股份，辦理全民釋股及臺視員工優惠認購。之後，陸續辦理第三及第四階段釋股：第三階段釋股是進行公開標售，得標者強制認購第二階段未釋出的臺視股份；第四階段釋股是NCC審查第一至第三階段的臺視股權轉讓過程符合法令規定之後，辦理臺視興櫃買賣登錄。
2007年5月22日至6月1日，臺視全民釋股第一次公開申購；同年6月8日至6月12日，臺視全民釋股第二次公開申購。
2007年9月6日，臺視完成興櫃買賣登錄，公股全面退出臺視。臺視完成興櫃掛牌及股票交割等程序之後，完成釋股。臺視全民釋股買受人仍然可以選擇在興櫃股票市場出售臺視股票，或依《參與臺灣電視事業股份有限公司公股辦理全民釋股買受人賣回權行使辦法》申請將參加台視全民釋股所認購的全部臺視股份以原認購價賣回非凡國際科技。

## 播出訊號頻率表

### 數位電視訊號
| 發射台或轉播站（臺灣本島九大發射主站台）                  | 呼號  | 頻段 | 頻道     | 頻率       |
| --------------------------------------------------------- | ----- | ---- | -------- | ---------- |
| 臺北北投 北部發射台竹子山轉播站                           | BET61 | UHF  | 第32頻道 | 578-584MHZ |
| 桃園龍潭北部發射台店子湖轉播站（附掛於華視店子湖轉播站）  | BET70 | UHF  | 第32頻道 | 578-584MHZ |
| 新竹關西 北部發射台拱子溝微波中繼站                       | -     |      |          | -          |
| 苗栗三灣 北部發射台楓樹下微波中繼站                       | -     |      |          | -          |
| 苗栗三義 中部發射台火炎山轉播站                           | BET68 | UHF  | 第32頻道 | 578-584MHZ |
| 南投鳳鳴 中部發射台南投轉播站（附掛於民視南投轉播站中）   | BET62 | UHF  | 第32頻道 | 578-584MHz |
| 臺南關子嶺 南部發射台枕頭山轉播站                         | BET69 | UHF  | 第32頻道 | 578-584MHz |
| 高雄旗山 南部發射台中寮轉播站（附掛於中視中寮發射台中）   | BET63 | UHF  | 第32頻道 | 578-584MHz |
| 宜蘭七星嶺 東部發射台蘇澳轉播站（附掛於中視宜蘭發射台中） | BET64 | UHF  | 第32頻道 | 578-584MHz |
| 花蓮鯉魚山 東部發射台花蓮轉播站                           | BET65 | UHF  | 第32頻道 | 578-584MHz |
| 臺東西川山 東部發射台臺東轉播站（附掛於中視臺東發射台中） | BET66 | UHF  | 第32頻道 | 578-584MHz |

- 粗體為台視派員管理之轉播站，非粗體為附掛於其餘無線電視台轉播站中。

（僅供參考，請以實際接收時之數據為準。）
來源：台視開播畫面(2009年7月6日)、台灣無線電視頻率表 （页面存档备份，存于）

## 企業識別系統
第一代的台視商標，背景樣式為黑白兩色橫條交錯橫排，外框為四角皆磨圓的長方形，正中央為黑底白邊的“TTV”三個大寫英文字母加一道白底黑邊的「右上──左下」方向的閃電。四角皆磨圓的長方形象徵映像管螢幕，黑白兩色橫條交錯橫排象徵黑白電視節目，閃電象徵台視節目訊號。設計者為台視節目部美術組職員翁健美。
1969年10月10日至1990年4月28日，台視使用第二代商標。第二代的台視商標沿襲第一代的架構，背景樣式改為直立的藍綠紅三色長方形由左至右排列，外框改為球面且四角不磨圓的電視螢幕形狀，“TTV”三個大寫英文字母與閃電改為白底黑邊。藍綠紅三色長方形象徵彩色電視的RGB原理。
1989年8月10日，台視總經理王家驊宣布，決定參考其他企業實施企業識別系統（CIS）成功的案例，推動CIS。台視首先組成「CIS推動委員會」，王家驊擔任主任委員，台視各部門代表11人擔任委員，委員徐圓圓兼任召集人。1989年8月29日，CIS推動委員會從6家候選公司中選定國華廣告的CIS專家作為合作對象，然後在台視內外展開問卷調查與市場調查，分析研究國內外同業的企業識別標誌後，決定重新設計一個「國際性、多元性、時代性」的台視商標。在多次研究與討論後，CIS推動委員會訂定台視新商標的設計原則及精神涵義：「關心與服務」、「溝通與傳播」、「教育與娛樂」。CIS推動委員會舉辦一系列的CIS教育課程，發行CIS專刊，設置CIS信箱，舉辦CIS甄選活動。此後，根據台視員工抽樣問卷調查、外界人士意見與台視各部門主管的經營觀念，CIS推動委員會選出「T字造型」、「TTV造型」、「純造型」、「TTV融入純造型」與「TTV與純造型搭配」等五大方向，從數百張設計圖中篩選簡化為「T字造型」與「純造型」兩大方向，選出25張設計圖。CIS推動委員會請專家依「T字造型」與「純造型」兩大方向制定ABCD四案的應用實品模擬設計圖，給委員們作最後的採選。委員們舉辦6次票選與討論會議，最後送交台視一級單位以上主管參與的「主管晨報」作最後核定。1989年10月24日，台視主管晨報決定採用「純造型」的B案作為台視新商標，宣告台視第三代商標誕生。CIS推動委員會也從台視員工投稿中，選出對外精神標語「台視與您共創未來」與對內精神標語「樂觀、進取、突破、團結、和諧、創新」。

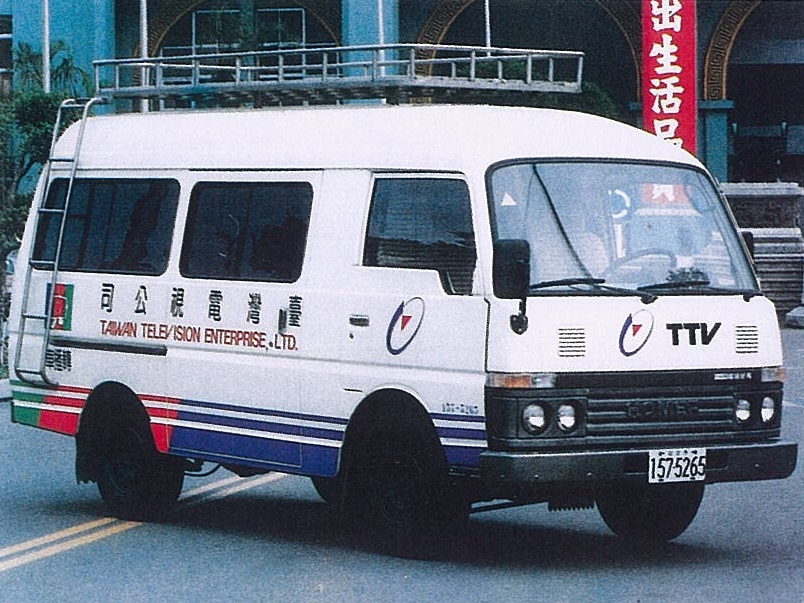
台視第三代商標時期轉播車CIS塗裝

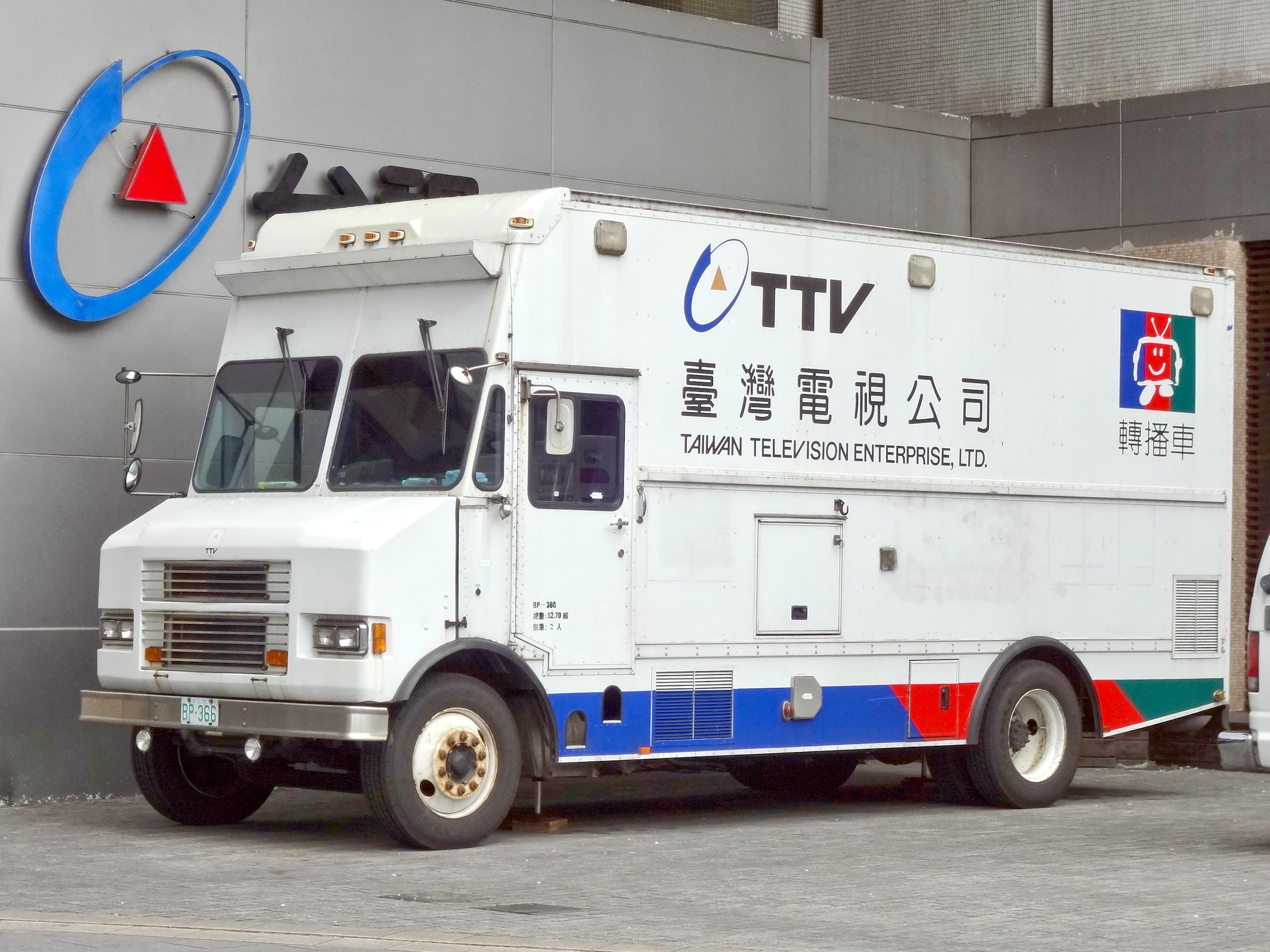
台視第四代商標時期轉播車CIS塗裝

1989年12月11日，台視在第五攝影棚（台視五棚）舉行兩場CIS發表會，上午場以台視員工為對象，下午場以新聞界為對象，CIS小組的設計指導廖哲夫介紹台視第三代商標——以藍紅白三色為主色的台視碟形衛星天線形狀商標、台視英文簡稱第一代標準字體與台視中英雙語全銜標準字體。台視CIS標準色系為藍色與紅色，輔助色系為黑色與綠色。
1990年4月28日（台視28週年台慶）06:20，台視首播新版開播影片，讓台視大樓及其內部硬體設備（主控室、攝影棚等的硬體設備）入鏡，搭配梁銘越編寫的純音樂〈台視之聲〉作為新版開播影片背景音樂；同日08:20，台視大樓升旗典禮升起印有台視第三代商標的台視旗與台視文化公司旗，背景音樂同樣是〈台視之聲〉；同日10:00，台視中央大樓一樓與頂樓大會議廳同步舉行「台灣電視公司成立28週年慶祝茶會暨CIS導入典禮」，台視董事長許金德、總統府資政謝東閔與行政院院長李煥分別主持台視第三代商標與台視第一代吉祥物「台視寶寶」的啟用儀式。
1990年9月14日，台視成立「CIS執行委員會」，取代CIS推動委員會。台視12個部室與台視文化公司各推派幹部級員工1人擔任CIS執行委員會委員，王家驊擔任主任委員，陳清華擔任秘書，台視副總經理劉文龍擔任召集人；召集人負責每兩個月召集全體委員集會一次，檢討CIS執行成果、解決CIS執行過程中的問題，並規劃年度活動。
1991年4月，王家驊接受《遠見雜誌》專訪時說，他推動台視導入CIS，意在塑造台視清新的新形象。
台視第三代商標設計者為王炳南。依據台視官方說法，台視第三代商標的涵義如下：整個標誌以紅色直角三角形為中心，代表突破的精神及多角化的經營發展；同時，蘊涵著「台視、資訊、大眾」、「節目、娛樂、服務」、「業務、製作、管理」三位一體緊密結合的目標。外環的藍色45度角橢圓形則表示「企業形象的提昇」、「資訊傳達的靈活」、「全球同步快速運作」、「不斷提供大眾最新資訊」的意義。此外，在色彩及線條的組合上，中心的直角三角形以紅色闡述出傳播的能量、活力與熱情，為發展的原動力，進而搭配藍色的外環橢圓形由細而粗、持續運轉上昇的視覺感官，更表達了企業體的經營由小而大、由點而面的開創性及前瞻性的完整意念。
依據台視官方說法，第一代台視寶寶的涵義與應用方式如下：「它是台視的代表性人物造型。頭上的天線，象徵著台視不斷接收外來的資訊，並不斷闡釋出台視形象。應用於宣傳活動、輔助裝飾上，可更具親和性。」
2004年3月15日，台視節目部美術組設計完成第二代台視寶寶，共有四隻，合稱「Lucky Four」。「Lucky Four」各自的名字是：「LuLu」（嚕嚕）、「U-U-」（優優）、「ChaCha」（恰恰）、「KiKi」（奇奇）。第一代台視寶寶同時走入歷史。
2008年7月3日，台視董事會決議小幅變動台視企業識別標誌的視覺標誌及標準字體，以表現「追求公司業績與同仁工作績效之不斷地突破與向上提升」的新形象。2008年7月19日凌晨，台視第三代商標中心之紅色直角三角形改為尖端向上之紅色等腰三角形而成為台視第四代商標，台視主頻、台視財經台與台視健康娛樂台使用之台視商標同步更換為台視第四代商標。台視第四代商標同樣搭配台視中英雙語全銜標準字體與台視英文簡稱第一代標準字體，商標涵義沿襲台視第三代商標。
| LOGO | 使用期間                     | 備註                                             |
| ---- | ---------------------------- | ------------------------------------------------ |
|      |                              | 台視歷代商標變遷圖                               |
|      | 1962年4月28日至1990年4月28日 | 台视第一代中文标准字体                           |
|      | 1990年4月28日至今            | 台视第二代中文标准字体                           |
|      | 2008年7月19日至今            | 台视第四代商标依然搭配台视英文简称第一代标准字体 |

台視歷屆對外精神標語：
- 1990年4月28日起：「台視與您共創未來。」
- 2001年：「2001，台視起飛。」
- 2004年1月1日起：「台灣第一台，一路陪您走來。」
- 2005年12月：「台灣第一台，陪您走向未來。」

「台視與您共創未來」固定用於1990年代台視開播影片結尾（出現於台視商標正下方），台視文化公司的口號「共創美好未來」（當時該公司出版的各書版權頁上都可見到這句口號）就是它的變形。「台灣第一台，一路陪您走來」偶爾以歌唱的方式（陳亞蘭或陳昇獨唱）出現於台視主頻道各節目播映時段內的各節廣告中，而台視台呼「TTV」（於節目播映前播出）由張聖華、林文演唱。

## 節目
除了每日新聞報導、平日的八點檔時段，以及週末的晚間時段之外，台視對於各節目時段的區分並不嚴謹，常有節目更動時段播出的情形發生，各節目檔次亦多無固定的名稱。由於1990年代後，台灣各電視台的分眾性逐漸明顯，台視在2000年代後所製作、播出的節目類型逐漸減少，現主要有新聞、戲劇、綜藝等三大類型，且參雜許多重播、外購之電視節目。2000年代後，台視亦開台灣電視界風氣之先，與有線電視台結盟，合作製播戲劇、綜藝等各類型節目。

## 頻道簡介

### 電視頻道
臺灣電視台：主頻道兼綜合台，又稱「台視主頻」、「台視頻道」。2014年12月29日早上7時，有線數位頻道與無線數位頻道全部升級為（HD）高畫質訊號播出。
台視新聞台：2012年7月21日開播。前身名稱為台視HD台，是經國家通訊傳播委員會核准的無線電視台於2012年夏季奥林匹克運動會期間增設的HD頻道，24小時轉播奧運賽事。之後與台視主頻聯播。2014年12月29日上午7時改為現名，並開始試播，同時無線數位電視播出的版本改為SD訊號，12月31日晚間23:58正式開播。2015年12月16日開始，在Youtube推出網路直播服務。2016年12月21日無線電視及有線電視升級HD播出。
台視財經台：2004年9月1日開播，與台視家庭台併頻播出。《台視全球資訊網》所提供的台視各頻道節目表上，台視財經台與台視家庭台共用同一張節目表。2008年1月1日，台視家庭台停播，全部改為財經系列的節目。少數的部分節目，節目畫面取決於非凡新聞台或非凡商業台來播出。2020年10月12日無線電視訊號升級為高畫質播出。
台視綜合台：2007年12月31日開播，前身名稱為台視健康娛樂台；因LOGO設計的關係，簡稱為健康娛樂台，於2010年10月1日改為現名。2020年10月12日無線電視訊號升級為高畫質播出。
以上4個頻道，於2015年起被官方稱為「台視家族頻道」。

### 影音串流平台
TOUCH TTV：於2017年5月23日正式上線，提供台視高畫質節目頻道隨選直播、隨選影音，包含了新聞、戲劇、綜藝及專題類影音，直播內容有台視主頻及新聞台。

## 週邊副業

### 電視機製造

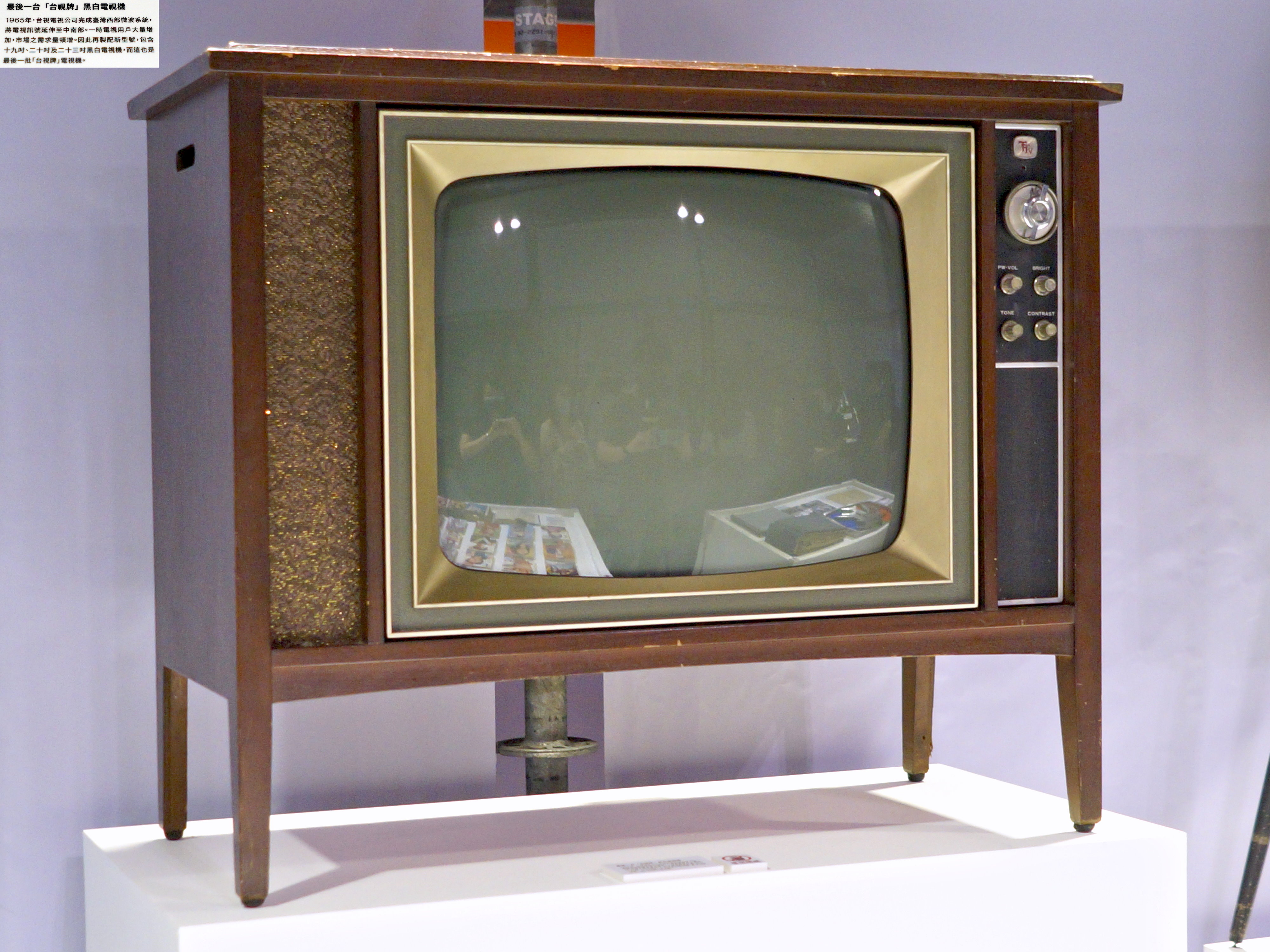
最後一台「台視牌」黑白電視機

1962年4月28日，台視正式成立；同時在中央大樓一樓設立了電視機生產線，名為“台灣電視公司製配廠”，生產“台視牌”黑白電視機，是台灣第一家電視機製造廠。製配廠是由台視聘請前空軍通信電子學校教官畢家湘擔任廠長（他後來擔任台視總工程師），面積253坪，1962年9月開工，底下分為“生產管制組”、“裝配組”與“修護組”，技術人員僅有20人。除了外殼之外，首批電視機組件是由日立、NEC、東芝各自供應5000台14吋黑白電視機（當時尚未出現彩色電視機），並引進台灣第一部標準電視訊號產生器。至1962年底，製配廠總計生產了4400台黑白電視機。1963年，製配廠總計生產將近8000台14吋黑白電視機，各個民營家電業者相繼籌畫設廠生產電視機；製配廠力求儘可能生產採用國人自製組件的電視機，以降低成本。1964年初，製配廠向日立、NEC、東芝訂購12500台16吋黑白電視機之組件。1964年底，製配廠底下增設“檢驗組”，負責組件、半成品、完成品的檢驗。1965年4月，製配廠招考首批裝配員及技術工，共計80人。1965年台視完成台灣西部微波系統之後，製配廠陸續進口東芝19吋、東芝20吋、美國無線電公司（RCA）23吋黑白電視機之部分國外組件，搭配國人自製的電視機組件，繼續生產電視機。1971年4月，由於當時台灣電視機市場趨近飽和，台視結束裝配電視機之業務，製配廠的工程人員全部轉入工程部；製配廠總共生產58450台各類黑白電視機，包括14吋15000台、16吋12500台、19吋18000台、20吋8000台、23吋5000台。1971年12月，台視第四屆第六次董事會決議通過裁撤製配廠，製配廠的「修護組」改隸於「總工程師室」，業務部的「推銷組」也同時被裁撤。製配廠被裁撤的原因有三個：
1. 台灣家電業者生產電視機的經驗、品質與數量已經逐漸提升。到了1970年，台灣的電視機總生產量達到全年125萬台，加以電視機普及率提高，造成電視機供過於求。
2. 台視的廣告收入遠比開播時成長了許多，已經不需依靠來自製配廠的業外收入來支撐營運，也就是可以專心固守本業。
3. 當時台視正在擴建，需要更多的工程專業人才推展工程技術。[87]

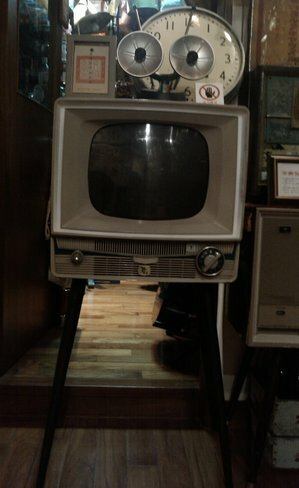
台視與東芝合作生產的14吋電視機「14T-511」。
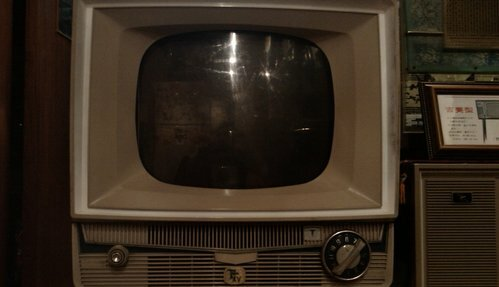
14T-511的螢幕，正下方為台視第一代商標。
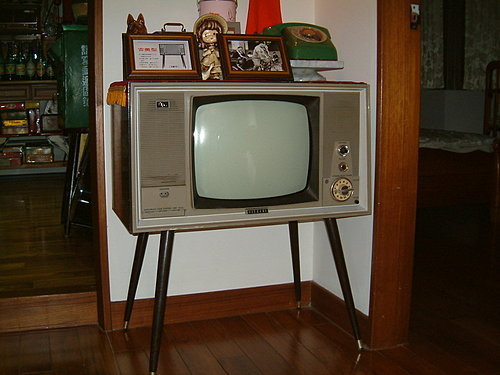
台視與日立合作生產的14吋電視機「14T-613」，當時現金售價新台幣4660元。
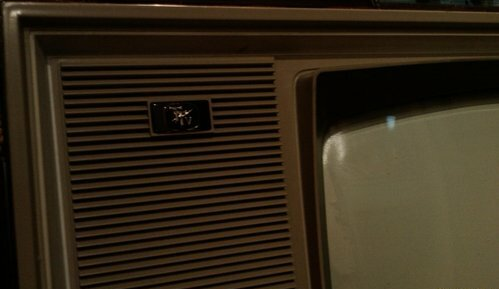
14T-613的螢幕左上方有一個黑色長方形，台視第一代商標在其內。

### 文化事業
台視叢書的出版，是由台視第一家子公司台視文化公司負責。2000年代上半期至2008年3月20日，台視大樓地下樓曾設有書店「國家書坊台視總店」，展售中華民國政府出版品及台視文化公司出版的各種類型書刊。“台視叢書”並非官方所使用的固定名稱，它的前身是“電視周刊叢書”（這個才是官方曾經使用的固定名稱）。2008年3月20日，國家書坊台視總店停止營運。2009年2月2日，台視捐贈國家書坊台視總店近百張書櫃、桌椅，給蘆洲李宅古蹟維護文教基金會、勵馨社會福利事業基金會、婦女新知基金會、伊甸社會福利基金會、台北市立永吉國民中學等協調分配。
台視文化公司及其前身電視周刊社發行的《電視周刊》，是台灣歷史最悠久的藝人動態及電視節目相關刊物，共發行了1943期，於2000年停刊。1980年代至1990年代，台視文化公司旗下刊物有《電視周刊》、《家庭月刊》、《常春月刊》與《智慧兒童月刊》，其中《常春月刊》持續發刊至今。2000年代，台視文化公司增加發行《女性常春》月刊；而《常春月刊》曾更名為《常春樂活月刊》，後改回原名。
此外，台視中央大樓地下一樓曾設有台灣電視博覽館，2004年4月28日開館，2008年1月閉館。

## 姊妹台
- 香港：電視廣播有限公司（無綫電視）
- 日本：富士電視台、日本放送協會(NHK)
- ：文化廣播(MBC)
- 马来西亚：馬來西亞第三電視台(Sistem Televisyem Malaysia Berhad；TV3)
- 俄羅斯：全俄國家電視廣播公司(VGTRK)
- 英国：英國廣播公司(BBC)
- 美国：國家廣播公司(NBC)、特萊蒙多(Telemundo)、环球电视网(Univisión)、UniMás（西班牙语：UniMás）
- 加拿大：CTV電視網(CTV Television Network)
- 墨西哥：特莱维萨集团(Grupo Televisa)
- 巴西：环球电视网(TV Globo)
- 委內瑞拉：委视电视台
- 哥伦比亚：RCN電視（西班牙语：RCN Televisión）()
- 薩爾瓦多：薩爾瓦多電視公司（西班牙语：Telecorporación Salvadoreña）()

### 書目
- 《台視二十年》編輯委員會 編，《台視二十年：中華民國五十一年至七十一年》，台灣電視事業股份有限公司，1982年4月28日出版。
- ，〈請民間團體集資買台視〉，《蘋果日報 (台灣)》2006年8月7日〈論壇〉版。
- ，《台灣電視風雲錄》 （页面存档备份，存于），臺灣商務印書館，2002年1月5日出版，ISBN 9570517352。
- 劉國棋 編著，《電視原理》，全華科技圖書股份有限公司，2000年6月三版十六刷，ISBN 957-21-1723-8。
- 李瞻 著，《電視》，台北市：允晨文化實業股份有限公司，1984年3月10日出版。
- 中華技術學院95學年度上學期線上課程，二技國文第十六單元，簡啟禎老師。

### 新聞
- 40歲台視 風華已逝 （页面存档备份，存于），2003年11月20日《中時晚報》

### 網站
- 1980年代的台視開播影片 （页面存档备份，存于）
- 1991年的台視開播影片 （页面存档备份，存于）
- 2000年代的台視開播影片（最後會出現“奏國歌時，請保持肅靜”字卡與國歌） （页面存档备份，存于）
- 台視開播時的台視大樓
- 1990年代至今的台視大樓
- 台視50週年慶(配上懷舊的音樂) （页面存档备份，存于）
- 台視六十週年特展- 台視官網 （页面存档备份，存于）
- 台視60 風華再現- 台視官網 （页面存档备份，存于）

## 外部連結
- 台視全球資訊網 （页面存档备份，存于）（繁體中文）
- TTV i SHOPPING 網路購物平台 （页面存档备份，存于）
- TOUCH TTV （页面存档备份，存于）（OTT平台）
- 台視新聞網 （页面存档备份，存于）
- 松大娛樂 SongDa Entertainment的Facebook專頁
- 臺灣電視台的Facebook專頁
- 台視新聞台的Facebook專頁
- 台視網站的Plurk專頁
- 台視新聞的Instagram帳戶
- YouTube上的TTV 台視官方頻道 TTV Official Channel頻道
- YouTube上的台視直播頻道 （页面存档备份，存于）
- YouTube上的台視新聞頻道
- Dailymotion上的TTV Channel （页面存档备份，存于）
- 台視60週年特展 （页面存档备份，存于）